# Demon Days
„Demon Days“ (букв. от английски Дни на демони) е студиен албум на британската алтърнатив група Горилаз, издаден на 23 май 2005 в Англия и на 24 май в САЩ. Песента Feel Good Inc. бързо става хит в двете страни, заемайки второ място в британските и 14-о място в американските класации. В някои страни (включително и България) албумът има защита от копиране.

## Песни
Албумът „Demon Days“ включва следните песни:
1. Intro – 1:03
2. Last Living Souls – 3:10
3. Kids With Guns – 3:45
4. O Green World – 4:31
5. Dirty Harry – 3:43
6. Feel Good Inc. – 4:41
7. "El Mañana" – 3:50
8. Every Planet We Reach Is Dead – 4:53
9. November Has Come – 2:41
10. All Alone – 3:30
11. White Light – 2:08
12. Dare – 4:04
13. Fire Coming Out of the Monkey's Head – 3:16
14. Dont't Get Lost in Heaven – 2:00
15. "Demon Days" – 4:28

#### Бонус песни
1. 68 State – 4:44
2. People – 3:26
3. Hong Kong – 7:14
4. Hong Kong – 6:39
5. Happy Landfill – 3:42
6. The Swagga – 4:57

Гости на албума, певци и музиканти които взимат участие са Де Ла Соул, Нене Чери, Бути Браун, Саймън Тоунг, Денис Хопър, Лондонски църковен хор, детски хор „Сан Фернандес“ и други. Продуциран от Danger Mouse.